# Revolcaderos (Perú)
Revolcaderos es una localidad peruana ubicada en el distrito de Suyo, perteneciente a la provincia de Ayabaca del departamento de Piura, al norte del Perú. 

## Ubicación
Revolcaderos se ubica al noroeste de la provincia de Ayabaca, en el distrito de Suyo, en el departamento de Piura.

## Demografía
En 2017 Revolcaderos tenía una población de 25 habitantes.
| Gráfica de evolución demográfica de Revolcaderos entre 1993 y 2017 |
|                                                                    |
| Fuentes: Población 1993 y 2017                                     |